# Hélène Devilleneuve
Hélène Devilleneuve (Aviñón, 1969) es una oboísta francesa.

## Biografía
Después de estudiar en el Conservatorio de Versalles, en la clase de Gaston Longatte y luego de Michel Descarsin, Hélène ingresó en el Conservatorio Nacional Superior de Música y Danza de París (CNSMP) en 1989, donde ganó un primer premio en oboe (clase de David Walter y Maurice Bourgue ) y un primer premio de música de cámara, antes de perfeccionar sus habilidades con Maurice Bourgue y Jean-Louis Capezzali, todavía en el CNSMP. En 1994, ganó el Concurso Internacional de Oboe de Japón.
Hélène Devilleneuve se unió a la Orquesta Filarmónica Real de Flandes (deFilharmonie) en Amberes, como oboe solista en 1992 antes de ser nombrada, en 1995, para el puesto de oboe solista de la Orquesta Filarmónica de Radio Francia junto a Jean-Louis Capezzali, cargo que aún desempeña.
En música de cámara, se unió al Ensemble Court-Circuit desde su fundación en 1991, donde creó en particular obras de Gérard Grisey, Marc-André Dalbavie, Michael Jarrell. También actúa dentro del Ensemble Ictus, el Ensemble Intercontemporain o como miembro del Trío Wanderer, el Chilingirian Quartet, el Sine Nomine Quartet, con el pianista François-Frédéric Guy y el violonchelista Jean-Guihen Queyras.

## Educación
Hélène Devilleneuve enseña en el Conservatorio regional de Aubervilliers hasta septembre 2015 y en el Conservatorio Hector-Berlioz del 10 distrito de París, así como en el Pôle Sup d'Aubervilliers. En 2015, fue nombrada profesora del conservatorio regional de Saint-Maur-des-Fossés.En el Conservatorio Nacional Superior de Música y Danza de París, enseña pedagogía (2º ciclo de formación superior) y disciplinas instrumentales clásicas y contemporáneas (lectura a primera vista para instrumentos de viento).
En 2011 fue miembro del jurado del Concurso Internacional de Música ARD en Múnich.

## Instrumento
Anteriormente tocaba un oboe Rigoutat antes de pasarse a un oboe Buffet-Crampon.

## Grabaciones
- 2008 : Ludwig van Beethoven, Concierto para piano n.° 4 y Quinteto para piano y vientos (Naïve)
- 2004 : Elliott Carter, Alexis Descharmes, Trabaja con violonchelo (Assai)
- 2000 : Henri Brod, Obras para arpa, oboe y fagot (Talent)
- 1999 : Gérard Grisey, Orchestre de l'Opéra et du Musée de Francfort, Sylvain Cambreling, Ensemble Court-Circuit, Pierre-André Valade, Espacios Acústicos ( Accord )
- 1997 : Hugues Dufourt, Ensemble Fa, Dominique My, The Watery Star, An Schwager Kosmos, Cuarteto de saxofones, L’Espaces aux Ombres ( Acorde )